# Alex Stait
Alex Stait (* 5. November 1979 in Gloucester) ist ein ehemaliger englischer Squashspieler.

## Karriere
Alex Stait war von 1999 bis 2007 als Squashspieler aktiv und erreichte im Januar 2005 mit Rang 53 seine höchste Platzierung in der Weltrangliste. Auf der PSA World Tour gewann er in dieser Zeit einen Titel, der er sich 2000 bei den South of Germany Open sicherte. Sieben weitere Male stand er auf der World Tour in einem Finale. 2002 stand er das einzige Mal im Hauptfeld der Weltmeisterschaft und schied in der ersten Runde gegen John White aus.

## Erfolge
- Gewonnene PSA-Titel: 1